# Bardas Blancas
Bardas Blancas es una localidad ubicada en el distrito Río Grande del departamento Malargüe de la provincia de Mendoza, Argentina. 

## Geografía
Se encuentra sobre la Ruta Nacional 40, 66 km al sur de la ciudad de Malargüe y 180 km al norte de Buta Ranquil, siendo junto a Barrancas y Ranquil Norte las únicas localidades entre ambas poblaciones; en Bardas Blancas nace la Ruta Nacional 145, que llega hasta Chile mediante el paso Pehuenche. Se asienta sobre un pequeño valle del río Grande.
El arribo por la Ruta Nacional 40 es un atractivo turístico en sí, y en la localidad se puede visitar el bosque petrificado y la Caverna de las Brujas, sistema de cavernas subterráneas interconectadas con curiosas figuras. La Vuelta del Veranador es una típica fiesta del departamento Malargüe que se desarrolla en esta localidad, donde se festeja el arribo de los criadores de chivos desde las zonas cordilleranas al final del período estival.
Topográficamente constituye una zona sobreelevada, de la cual todavía no se tiene información precisa respecto a su formación y evolución.
La red de energía eléctrica llegó recién en 2009, y tiene previsto ser la base para la construcción del Dique Portezuelo del Viento.

## Transporte
La estación de Bardas Blancas fue el término sur del ramal ferroviario San Rafael-Malargüe-Bardas Blancas, ahora abandonado, perteneciente al Ferrocarril General San Martín.